# أندريس جيبرت
أندريس جيبرت (بالإسبانية: Andrés Guibert)‏ مواليد 28 أكتوبر 1968 في هافانا، هو لاعب كرة سلة كوبي سابق. بدأ مسيرته الاحترافية في سنة 1994. يبلغ طوله 6 قدم 10 بوصة (2.1 م). اعتزل اللعب في 2004.

## المسيرة الاحترافية
لعب مع مينيسوتا تمبر ولفز في موسم 1994–1995، ثم لعب مع نادي أورينسي لكرة السلة في الدوري الإسباني في موسم 1995–1996، ثم لعب مع فيكتوريا يبرتاس بيزارو في الدوري الإيطالي في موسم 1997–1998.

## روابط خارجية
- أندريس جيبرت على موقع إن بي أي (الإنجليزية)
- أندريس جيبرت على موقع سبورتس رفرنس (الإنجليزية)
- أندريس جيبرت على موقع الدوري الإسباني لكرة السلة (الإسبانية)
- أندريس جيبرت على موقع كرة السلة الأوروبية.كوم (الإنجليزية)
- أندريس جيبرت على موقع ريلجم (الإنجليزية)
- أندريس جيبرت على موقع بروبوليرز (الإنجليزية)
- أندريس جيبرت على موقع سبورتس رفرنس (الإنجليزية)